# 富士宮市立黒田小学校
富士宮市立黒田小学校（ふじのみやしりつ くろだしょうがっこう）は、静岡県富士宮市星山にある公立小学校。
黒田区・星山２区の避難所に指定されている。

## 通学区域
黒田区、星山1区、星山2区、貫戸区、山本区、高原区、高原1区、高原2区、野中2区、野中3区、野中4区、田中区（3町内2班および3班、4町内3班から9班まで）